# رماحيات
رَمَّاحِيَّات أو السمك المغدافيّ أو سمكة الجَذْف (الاسم العلمي: Polyodontidae) هي القاعدية الغضروعظميات من شعاعيات الزعانف. يشار إليها باسم «الأسماك البدائية» لأنها تطورت مع القليل من التغييرات المورفولوجية منذ سجلات الحفريات الأولى من العصر الطباشيري المتأخر، من سبعين إلى خمسة وسبعين مليون سنة.
هناك ستة أنواع معروفة: أربعة أنواع منقرضة تعرف عليها من بقايا أحفورية (ثلاثة من غرب أمريكا الشمالية، وواحدة من الصين)

## علم التشكل المورفولوجيا

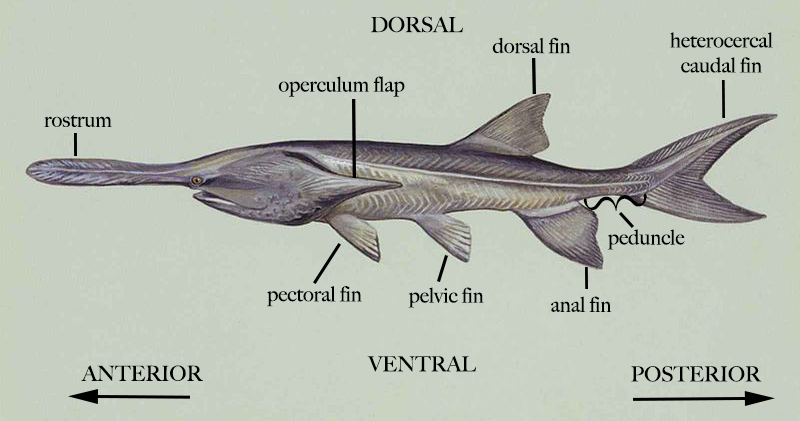
التشكل العام لسمكة بادل